# Jim Neilson
James Anthony "Jim" Neilson, född 28 november 1940, död 6 november 2020, var en kanadensisk professionell ishockeyback som tillbringade 16 säsonger i den nordamerikanska ishockeyligan National Hockey League (NHL), där han spelade för New York Rangers, California Golden Seals och Cleveland Barons. Han producerade 368 poäng (69 mål och 299 assists) samt drog på sig 904 utvisningsminuter på 1 023 grundspelsmatcher. Han spelade också för Edmonton Oilers i World Hockey Association (WHA).
Han tillhörde folkslaget Cree, som ingår i First Nations.
Den 6 november 2020 avled Neilson vid 78 års ålder efter ha drabbats av två infektioner inom en tidsperiod av bara några månader, detta orsakades förmodligen av att han hade tidigare ådragit sig en ovanlig variant av hudsjukdom.

## Statistik
| 1958–1959  | Prince Albert Mintos       | SJHL       | 10   | 1  | 2   | 3   | 6   | —  | — | —  | —  | —  |
| 1959–1960  | Prince Albert Mintos       | SJHL       | 57   | 21 | 28  | 49  | 61  | 7  | 2 | 2  | 4  | 6  |
| 1960–1961  | Prince Albert Mintos       | SJHL       | 59   | 20 | 26  | 46  | 59  | —  | — | —  | —  | —  |
| 1961–1962  | Kitchener-Waterloo Beavers | EPHL       | 70   | 9  | 33  | 42  | 78  | 7  | 2 | 3  | 5  | 2  |
| 1962–1963  | New York Rangers           | NHL        | 69   | 5  | 11  | 16  | 38  | —  | — | —  | —  | —  |
| 1963–1964  | New York Rangers           | NHL        | 69   | 5  | 24  | 29  | 93  | —  | — | —  | —  | —  |
| 1964–1965  | New York Rangers           | NHL        | 62   | 0  | 13  | 13  | 58  | —  | — | —  | —  | —  |
| 1965–1966  | New York Rangers           | NHL        | 65   | 4  | 19  | 23  | 84  | —  | — | —  | —  | —  |
| 1966–1967  | New York Rangers           | NHL        | 61   | 4  | 11  | 15  | 65  | 4  | 1 | 0  | 1  | 0  |
| 1967–1968  | New York Rangers           | NHL        | 67   | 6  | 29  | 35  | 60  | 6  | 0 | 2  | 2  | 4  |
| 1968–1969  | New York Rangers           | NHL        | 76   | 10 | 34  | 44  | 95  | 4  | 0 | 3  | 3  | 5  |
| 1969–1970  | New York Rangers           | NHL        | 62   | 3  | 20  | 23  | 75  | 6  | 0 | 1  | 1  | 8  |
| 1970–1971  | New York Rangers           | NHL        | 77   | 8  | 24  | 32  | 69  | 13 | 0 | 3  | 3  | 30 |
| 1971–1972  | New York Rangers           | NHL        | 78   | 7  | 30  | 37  | 56  | 10 | 0 | 3  | 3  | 8  |
| 1972–1973  | New York Rangers           | NHL        | 52   | 4  | 16  | 20  | 35  | 10 | 0 | 4  | 4  | 2  |
| 1973–1974  | New York Rangers           | NHL        | 72   | 4  | 7   | 11  | 38  | 12 | 0 | 1  | 1  | 4  |
| 1974–1975  | California Golden Seals    | NHL        | 72   | 3  | 17  | 20  | 56  | —  | — | —  | —  | —  |
| 1975–1976  | California Golden Seals    | NHL        | 26   | 1  | 6   | 7   | 20  | —  | — | —  | —  | —  |
| 1976–1977  | Cleveland Barons           | NHL        | 47   | 3  | 17  | 20  | 42  | —  | — | —  | —  | —  |
| 1977–1978  | Cleveland Barons           | NHL        | 68   | 2  | 21  | 23  | 20  | —  | — | —  | —  | —  |
| 1978–1979  | Edmonton Oilers            | WHA        | 35   | 0  | 5   | 5   | 18  | —  | — | —  | —  | —  |
| NHL totalt | NHL totalt                 | NHL totalt | 1023 | 69 | 299 | 368 | 904 | 65 | 1 | 17 | 18 | 61 |